# Zona de vida
Una zona de vida es una región biogeográfica que está delimitada por parámetros climáticos como la temperatura y precipitaciones,  por lo que se presume que dos zonas de clima similar desarrollarían formas de vida similares. 
El concepto de zona de vida fue desarrollado por el naturalista estadounidense Clinton Hart Merriam en 1889 como una forma de describir áreas con similares comunidades de plantas y animales. Merriam observó que los cambios en estas comunidades con el aumento de la latitud, para una elevación constante, eran similares a los cambios observados con un aumento en la elevación, para una latitud constante.

## El sistema de Merriam
Las zonas de vida que Merriam identificó son en su mayoría aplicables al oeste de América del Norte, siendo desarrollado en los picos de San Francisco, Arizona y la cordillera de las Cascadas del noroeste de los EE. UU. Luego trató de desarrollar un sistema que se aplicará en todo el continente norteamericano, pero que rara vez es mencionado. 
La zonas de vida que Merriam identificó, junto con las plantas características, fueron las siguientes:
- Sonoriana Baja («Lower Sonoran») (baja, desierto caliente): creosotera (Larrea tridentata) y árbol de Josué (Yucca brevifolia);
- Sonoriana Alta («Upper Sonoran») (estepa desértica o chaparral): artemisa, roble arbustivo (Quercus berberidifolia), pino de Colorado (Pinus edulis) y junípero de Utah (Juniperus osteosperma);
- Transición (bosques abiertos): Pino ponderosa (Pinus ponderosa);
- Canadiense (bosque de abetos): Abeto Douglas de las Rocosas (Pseudotsuga menziesii var. glauca), temblón de Aspen (Populus tremula);
- Hudsoniana (bosque de piceas): Picea de Engelmann (Picea engelmannii), pino de las Montañas Rocosas (Pinus aristata);
- Ártica-Alpina (praderas alpinas o tundra): líquenes y praderas;

Las zonas de vida Canadiense y Hudsoniana se combinaron en una zona de vida boreal.
Este sistema ha sido criticado por ser demasiado impreciso. Por ejemplo, el matorral de roble en el chaparral de Arizona tiene relativamente pocas especies de plantas y animales comunes con el desierto de artemisa de la Gran Cuenca, aunque ambos se clasifican como Sonoriana Alta. Sin embargo, todavía a veces se hace referencia a él por biólogos (y antropólogos) que trabajan en el oeste de los Estados Unidos. Ahora existen clasificaciones de la vegetación y de las zonas de vida mucho más detalladas y con una base empírica para la mayoría de zonas del mundo.

## Sistema de Holdridge

Diagrama triangular de clasificación de zonas de vida de Holdridge.

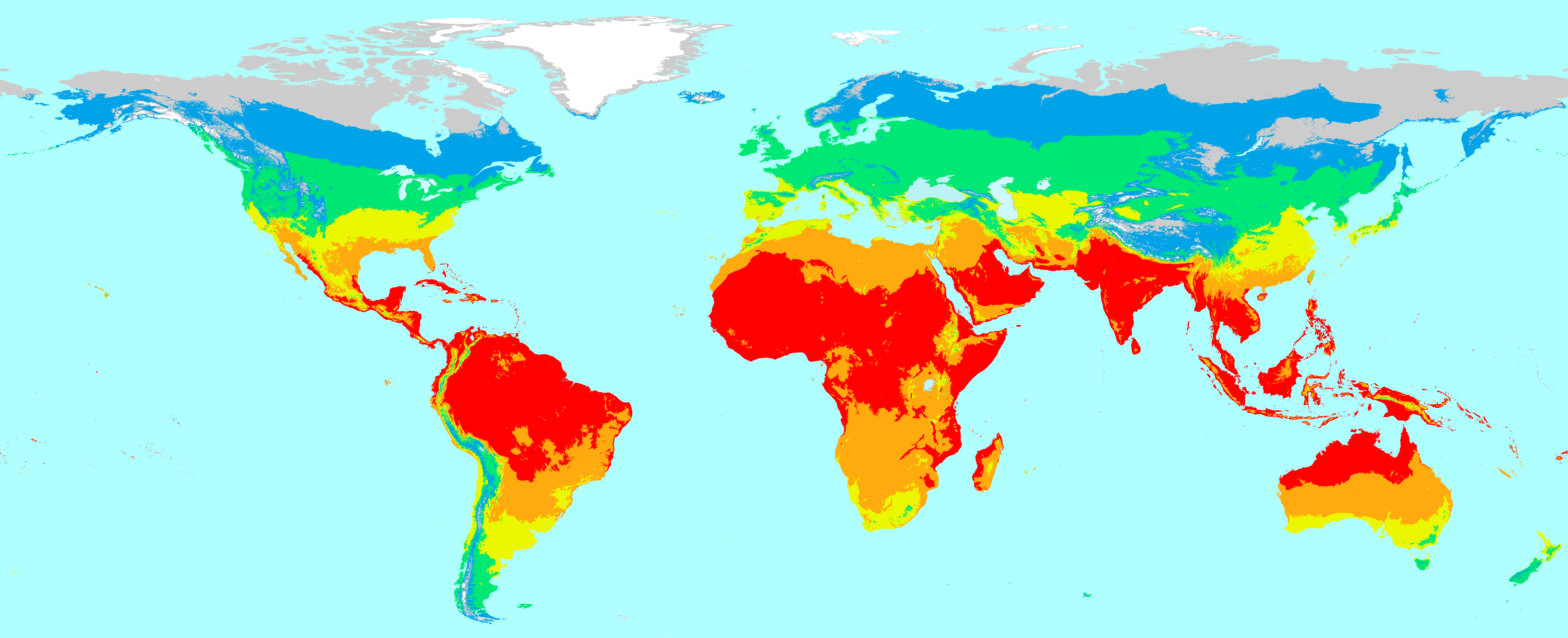
La biotemperatura puede delimitar zonas que coinciden aproximadamente con diversos biomas.- Polar: capa de hielo. Subpolar: tundra. Boreal: taiga. Templado frío: bosque caducifolio, bosque mixto, bosque lluvioso costero, estepa. Templado cálido: vegetación mediterránea, diversos bosques templados, pradera. Subtropical y tropical: selva, bosque monzónico, bosque seco, matorral xerófilo, sabana y grandes desiertos.

El sistema de clasificación de Holdridge es un proyecto para la clasificación de las diferentes áreas terrestres según su comportamiento global bioclimático. Fue desarrollado por el botánico y climatólogo estadounidense Leslie Holdridge (1907-99) y fue publicado por vez primera en 1947 (con el título de Determination of World Plant Formations from Simple Climatic Data) y posteriormente actualizado en 1967 (Life Zone Ecology). Utiliza el concepto de zona de vida y se basa en los siguientes factores: 
- la biotemperatura media anual (en escala logarítmica). En general, se estima que el crecimiento vegetativo de las plantas sucede en un rango de temperaturas entre los 0 °C y los 30 °C, de modo que la biotemperatura es una temperatura corregida que depende de la propia temperatura y de la duración de la estación de crecimiento, y en el que las temperaturas por debajo de la de congelación se toman como 0 °C, ya que las plantas se aletargan a esas temperaturas.
- la precipitación anual en mm (en escala logarítmica);
- la relación de la evapotranspiración potencial (EPT) —que es la relación entre la evapotranspiración y la precipitación media anual— es un índice de humedad que determina las provincias de humedad («humidity provinces»).

En este sistema las zonas biogeográficas se clasifican según los efectos biológicos de la temperatura y las precipitaciones en la vegetación, en el supuesto de que estos dos factores abióticos son los principales determinantes del tipo de vegetación que se encuentra en una zona. Holdridge utiliza 4 ejes (biotemperatura, precipitación, piso altitudinal y región latitudinal) para definir las llamadas 30 «provincias de humedad», que son claramente visibles en el diagrama de Holdridge. Ya que su clasificación ignora en gran medida el suelo y la exposición al sol, Holdridge reconoció que estos elementos, eran factores importantes, a veces demasiado, en la determinación de los biomas.

## Zonas de vida de Colombia
Habitualmente, en Colombia, se reconocen las siguientes zonas de vida para el bioma de BOSQUE:
| Zona de vida                   | Siglas | Temperatura media anual (°C) | Precipitación media anual (mm) | Notas |
| ------------------------------ | ------ | ---------------------------- | ------------------------------ | --- |
| Bosque seco tropical           | bs-T   |                              | 700 - 2000                     | Presentan una cobertura boscosa continua, en piso térmico cálido con uno o dos períodos marcados de sequía. |
| Bosque seco subtropical        | bs-ST  | < 24                         | 500 - 1000                     | - |
| bosque seco premontano         | bs-PM  | 18 - 24                      | 550 - 1100                     | - |
| Bosque seco montano bajo       | bs-MB  | 12 - 18                      | 500 - 1000                     | -se caracteriza por especies como saman igua orejero                                                        |
| Bosque pluvial tropical        | bp-T   | > 24                         | > 8000                         | - |
| Bosque pluvial premontano      | bp-PM  | 18 - 24                      | 4000 - 8000                    | Ubicadas en tierras húmedas bajas                                                                           |
| Bosque pluvial montano bajo    | bp-MB  | 12 a 18                      | > 4000                         | - |
| Bosque pluvial montano         | bp-M   | 6 a 12                       | > 2000                         | - |
| Bosque muy seco tropical       | bms-T  | > 24                         | 500 y 1000                     | |
| Bosque muy húmedo tropical     | bmh-T  | mayor a 24                   | 4000 - 8000                    | - |
| Bosque muy húmedo subtropical  | bmh-ST | entre 17 y 24                | 2000 a 4000                    | Se ubican entre 1000 y 2000 m                                                                               |
| Bosque muy húmedo premontano   | bmh-PM | 18 - 24                      | 2000 y 4000                    | - |
| Bosque muy húmedo montano bajo | bmh-MB | 12 - 18                      | 2000 - 4000                    | Normalmente se extienden en una faja altimétrica de 1800 a 2800 m s. n. m.                                  |
| Bosque muy húmedo montano      | bmh-M  | 6 - 12                       | 1000 y 2000                    | - |
| Bosque húmedo tropical         | bh-T   | > 24                         | 2000 y 4000                    | - |
| Bosque húmedo subtropical      | bh-ST  | 18 - 24                      | 1000 y 2000                    | - |
| Bosque húmedo premontano       | bh-PM  | 18 - 24                      | 1100 - 1200                    | Con vegetación arbórea en su mayoría perennifolia, de 20 a 30 m, con epifitismo moderado.                   |
| Bosque húmedo montano bajo     | bh-MB  | > 12                         | 1000 - 2000                    | Zona de vida arbórea dominada en algunos sitios por roble (Quercus sp.)                                     |
| Bosque húmedo montano          | bh-M   | 6 - 12                       | 500 - 1000                     | - |

Cuando se representan en un mapa, las zonas de vida se señalan mediante un color y el uso de unas siglas, formadas por dos grupos de letras separadas por un guion: el primer grupo, en minúsculas, corresponde a las iniciales del nombre dado a la humedad; el segundo, en mayúsculas, a la inicial de la biotemperatura; por ejemplo: bosque húmedo Tropical, se rotularía como bh-T.